# Antoine I da Araucania e Patagônia
Orélie-Antoine de Tounens (12 de Maio de 1825 – 17 de setembro de 1878) foi um francês advogado e aventureiro, que assumiu o título de Rei da Araucânia e Patagônia. Foi eleito em assembleia nacional (chamado de Futa Kollog) por mais de 3.000 indígenas Mapuche delegados;[carece de fontes?] e a maior Mapuche autoridades da época, incluindo o mais importante Loncos (Mapuche chefes) e Toki (Mapuche war chiefs).[carece de fontes?]

## Início da vida
Orélie-Antoine de Tounens nasceu em 12 de Maio de 1825 em Chourgnac, Dordogne. Ele se mudou para Coquimbo, no Chile , em 1858, e passou dois anos em Valparaíso e Santiago, estudando espanhol e formando ligações sociais. Mais tarde mudou-se para Valdivia , onde conheceu dois franceses comerciantes, Lachaise e Desfontaines. Ele explicou seus planos para eles sobre a fundação de uma colônia francesa no Araucanía. 1860, ele se mudou para la Araucanía, entre os Mapuche, que, na época, eram de jure e de facto uma nação independente.

## A criação do novo estado

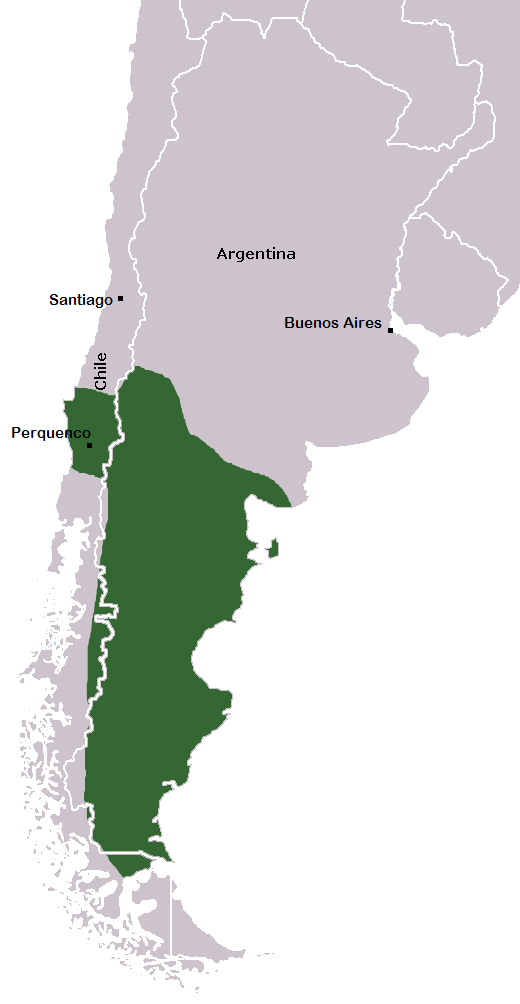
Território reivindicado pelo reino.

Bandeira do reino de Araucanía e Patagônia.

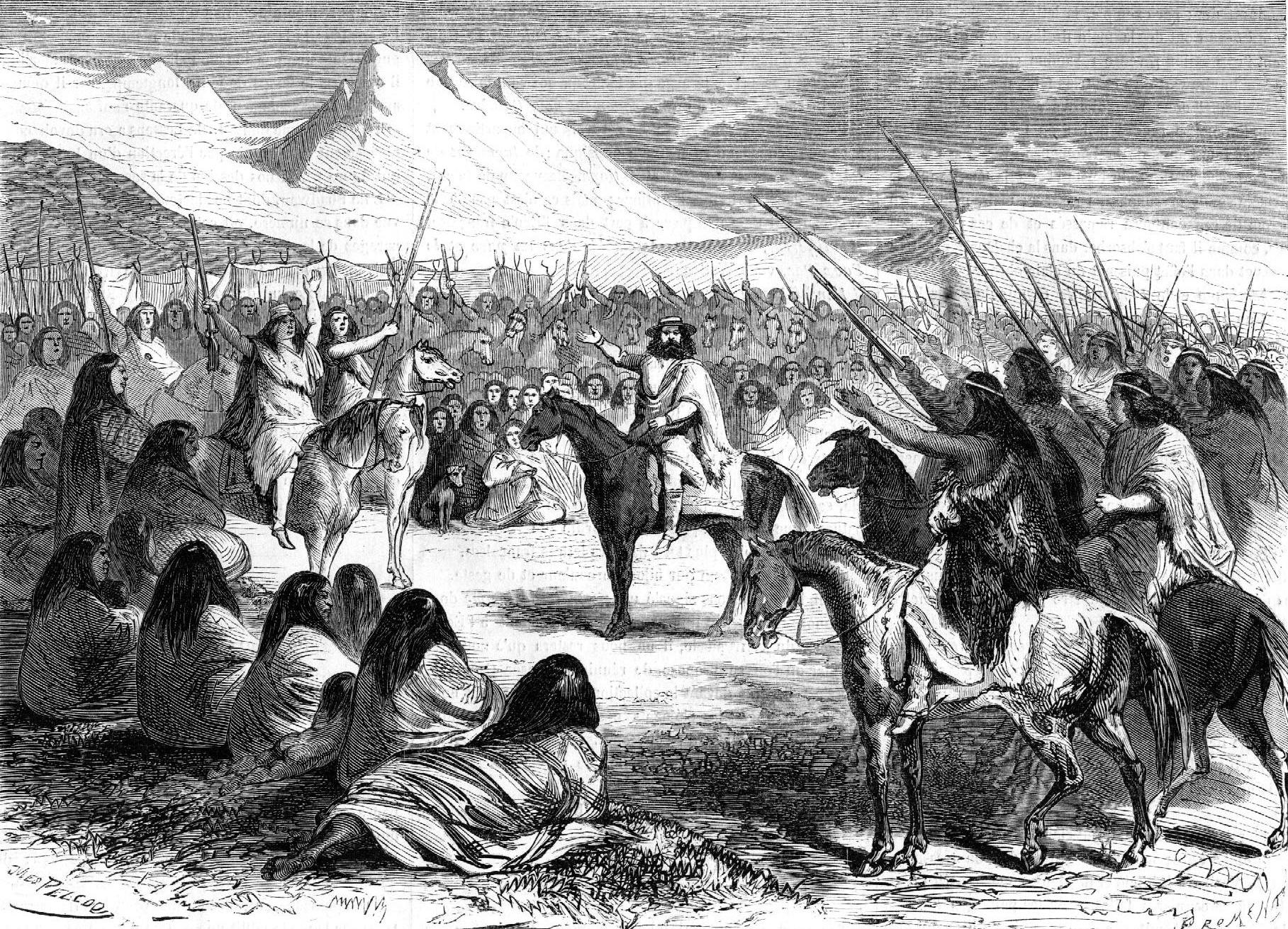
De Tounens com os guerreiros mapuche

Com base em sua experiência como advogado, de Tounens alegou que a área não pertence recentemente independentes do Chile ou da Argentina, de modo que ele queria criar um estado independente do sul do Rio Biobío. Em 17 de novembro de 1860, ele assinou uma declaração de Araucanían independência na fazenda do colono francês F. Desfontaine, que se tornou seu "ministro do exterior", e em assembleia dos chefes de várias tribos do território conhecido como "la Araucanía", foi votado um monarca constitucional pela líderes tribais. Ele criou um hino nacional, a bandeira, escreveu uma constituição, nomeou ministros da agricultura, da educação, e de defesa, entre outros cargos), e tinha moedas cunhadas para o seu reino.
Mais tarde, um líder tribal da Patagônia se aproximou dele com o desejo de se tornar parte do reino. A Patagônia era, portanto, unido a seu reino. Ele enviou cópias da constituição Chilena jornais e El Mercurio publicado uma parte dele em 29 de dezembro de 1860. De Tounens voltou para Valparaíso para esperar por representantes do governo Chileno. Eles ignoraram a ele. Ele também tentou envolver o governo francês em sua ideia, mas o cônsul da França, depois de fazer algumas investigações, chegou à conclusão de que de Tounens foi insano.
De Tounens voltou para la Araucanía, onde muitos Mapuche tribos estavam preparando novamente para lutar contra as incursões do Exército Chileno durante a ocupação da Araucanía. Em 1862 de Tounens procedeu para visitar outras tribos. No entanto, seu servo, Juan Bautista Rosales, entrou em contato com as autoridades Chilenas, que tinha de Tounens preso. Eles colocá-lo em julgamento e estavam indo para mandá-lo para um asilo quando o consulado francês interveio e ele foi deportado para a França.

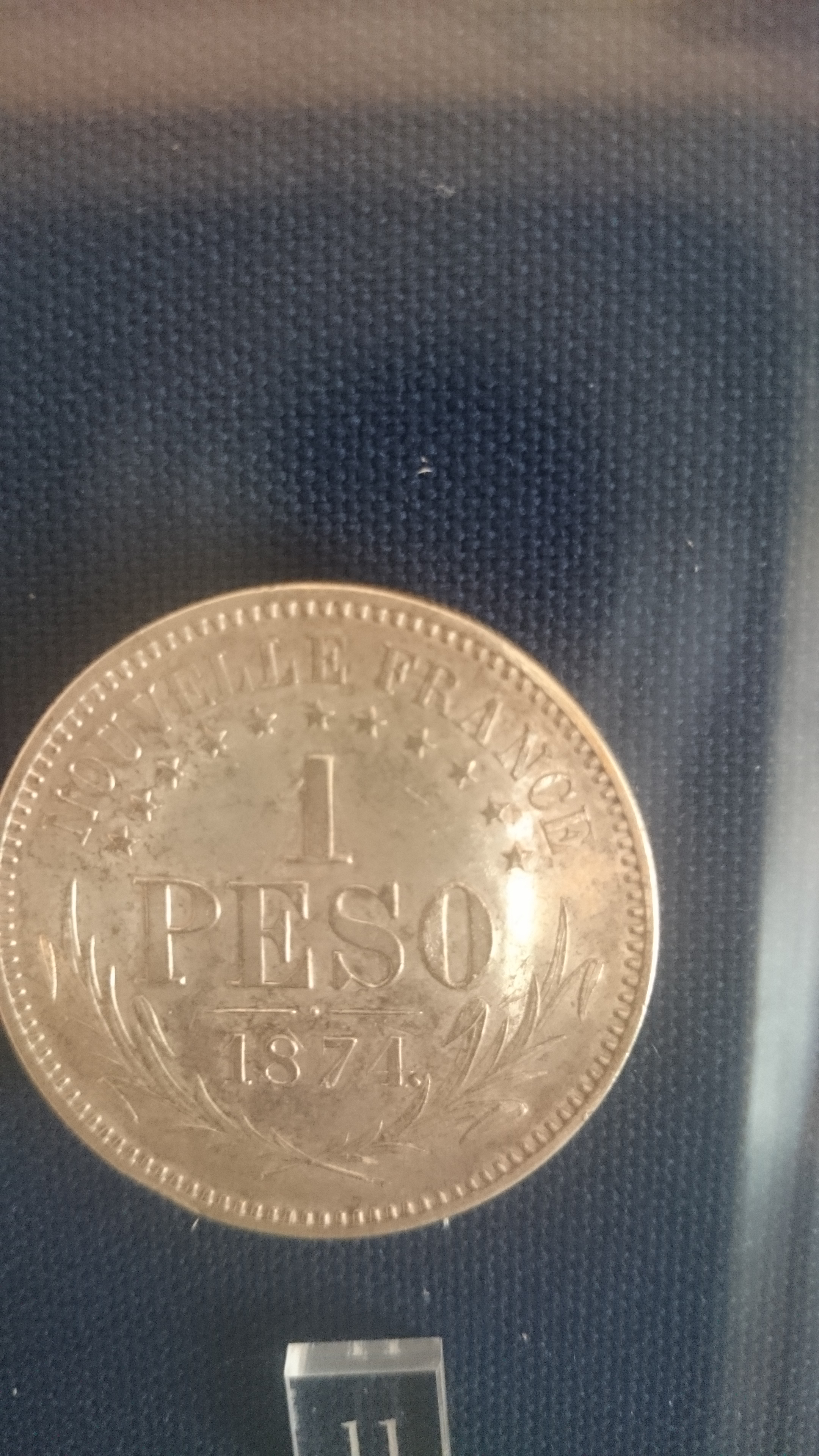
Peso Rei da Araucania e Patagônia.

## Mais tarde, a vida

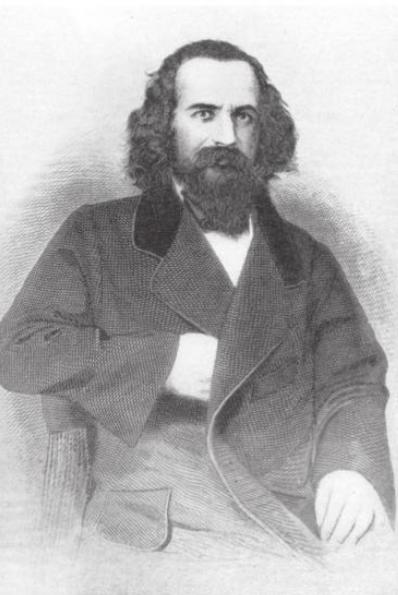
Orélie-Antoine I, Rei de Araucanía e Patagônia.

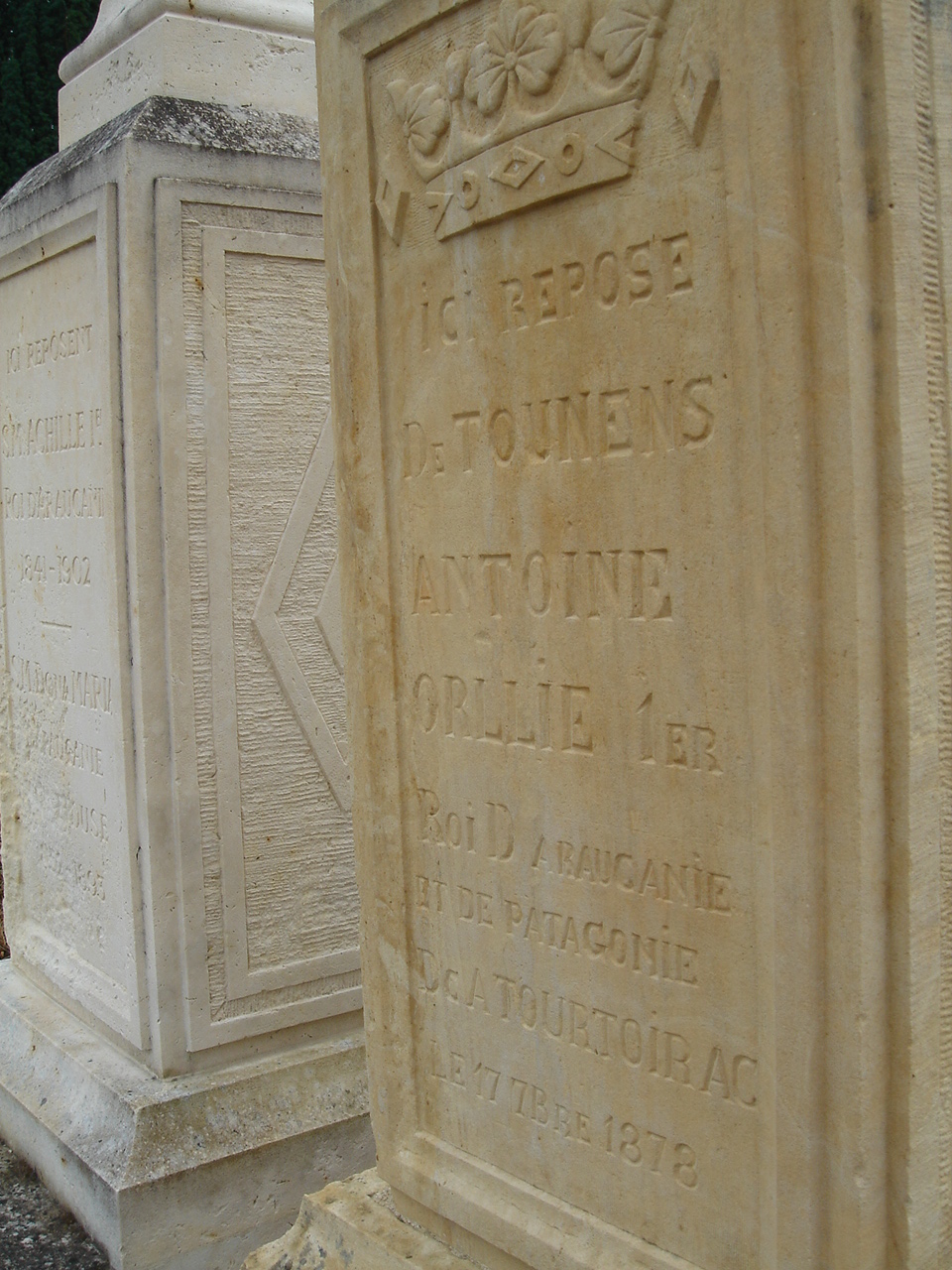
O túmulo de Tounens

De Tounens permaneceu desafiador e publicou suas memórias em 1863. Em 1869, ele voltou para Araucanía, via Buenos Aires. Os Mapuche foram surpreendidos ao vê-lo, porque os Chilenos tinha dito que eles tinham executado a ele. De Tounens procedeu a reorganizar o seu reino e novamente atraído a atenção das autoridades Chilenas. Coronel Cornelio Saavedra Rodríguez prometeu uma recompensa por sua cabeça, mas o Mapuche decidiu defender seu aliado incomum.
De Tounens ficou sem dinheiro, em 1871, e teve de voltar para a França, onde publicou um segundo conjunto de suas memórias. Ele também fundou uma Araucano jornal La Corona de Acero ("A Coroa de Aço"). Em 1872, ele proclamou que ele estava à procura de uma noiva para que ele possa ter um herdeiro; de fato, no ano seguinte, ele escreveu para dizer ao seu irmão que ele pretende casar com um (a "mademoiselle de Percy", mas não há nenhuma evidência de que ele nunca fez.
Em 1874, de Tounens tentou novamente para retornar para seu reino, desta vez com algumas armas e munições, ele foi capaz de reunir-se com o fraco apoio de alguns empresários na Europa. Porque ele era persona non grata no Chile, ele viajava com um passaporte falso. No entanto, ele foi reconhecido logo que ele desembarcou em Bahía Blanca (na Argentina costa), em julho de 1874, e foi sumariamente deportados para a França.
De Tounens tentou retornar novamente em 1876. No entanto, os colonos roubado-lo em seu caminho para a Patagônia e entregou-o para as autoridades Chilenas. Ele também ficou doente e teve que passar por uma operação para sobreviver. Seu estado de saúde não lhe permitir continuar a sua viagem, e ele tinha que voltar para a França.
Orélie-Antoine de Tounens morreu em 17 de setembro de 1878, em Tourtoirac, França.